# Björnlunda

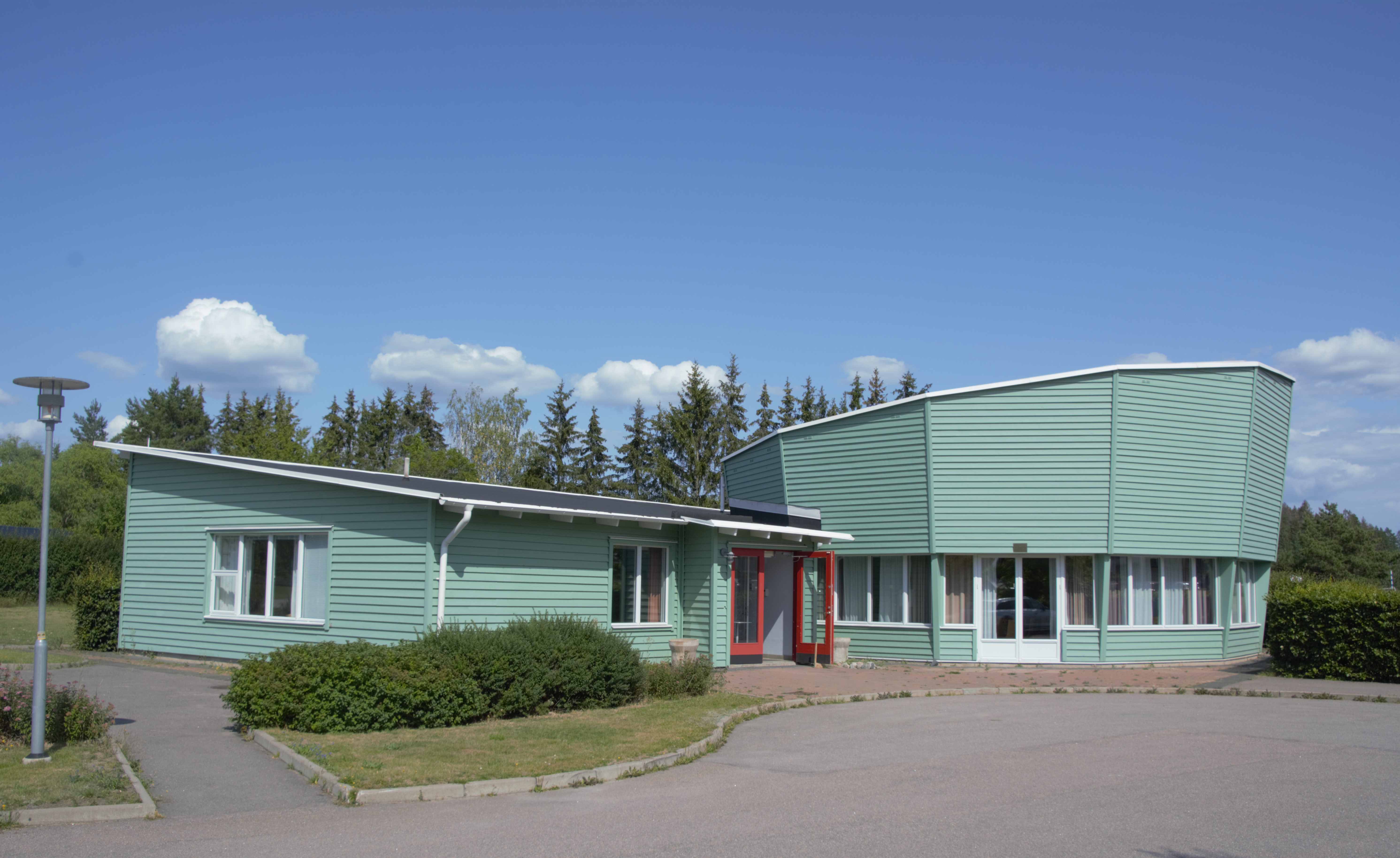
Wattrangsborg i Björnlunda

Björnlunda är en tätort i Björnlunda socken i Gnesta kommun i centrala Södermanland, belägen mellan Södertälje och Katrineholm vid Kyrksjön.

## Historik
Björnlunda socken nämns för första gången i ett dokument troligen 1314 som Biornlundum. Tätorten växte fram kring den år 1862 öppnade järnvägsstationen, som fick sitt namn från socknen och kyrkbyn Björnlunda. Största byn i Björnlunda socken var byn Skenda, dit gästgiveriet 1864 flyttades från Önnersta. Gästgiveriet låg kvar här till 1912. Vid laga skifte blev fem gårdar kvar på Skenda bytomt medan fem flyttade ut, bland annat till Korsbacken och Backen. Bytomten ingår idag i SCB-orten och en stor del av åkermarken har upplåtits till modern villabebyggelse. Idag finns inga jordbruk var i Skenda. I anslutning till Skenda finns ett av Björnlundas största gravfält med 100 synliga gravar.
Socknens kyrkoherdeboställe låg i den del av Björnlunda by som senare kommit att kallas Björndal. På Gamla prästgården finns ännu kvar ett bostadshus, en bod samt en arrendatorsbostad från 1700-talet. En prästbostad uppfördes på 1800-talet och 1928 uppfördes ett nytt boställe för prästgårdsarrendatorn vid Prästgårdskullen där prästgårdens ekonomibyggnader från 1887 ligger.
En skola uppfördes 1826 vid Björnlunda kyrka genom donation av Johan Adolf Welander på Elghammar. En ny skolbyggnad uppfördes 1962 och byggnaden från 1826 fungerade därefter som skolmatsal. Ett ålderdomshem uppfördes 1960 på det då rivna fattighusets tomt.
Då järnvägsstationen i Skenda öppnades 1862 blev det början på det som idag är Björnlunda samhälle. Två mejerier tillkom här (det sista nedlagt 1938) och 1900 anlades en snickerifabrik, som vid mitten av 1900-talet var största arbetsgivaren i Björnlunda. 1939 byggdes en elektrisk kvarn. 1890 fick socknen telefon och en telefonväxel inrättades här, 1913 uppfördes en nykterhetsloge, som även fungerade som biograf. 1918 byggde pingsförsamlingen och 1925 missionsförsamlingen predikolokaler i Björnlunda.
Huset Wattrangsborg med samlingslokaler invigdes 2001 efter en testamentarisk donation av Carl-Axel Wattrang (1916–1994), den siste fideikommissarien på Jacobsbergs säteri.
I Björnlunda hade från 1891 till 1972 Daga härads sparbank sitt kontor, därefter till 1982 lokalkontor för Östra Sörmlands sparbank.

### Befolkningsutveckling
| Befolkningsutvecklingen i Björnlunda 1950–2020 | Befolkningsutvecklingen i Björnlunda 1950–2020 | Befolkningsutvecklingen i Björnlunda 1950–2020 | Befolkningsutvecklingen i Björnlunda 1950–2020 | Befolkningsutvecklingen i Björnlunda 1950–2020 |
| ---------------------------------------------- | ---------------------------------------------- | ---------------------------------------------- | ---------------------------------------------- | ---------------------------------------------- |
|                                                |                                                |                                                |                                                |                                                |
| År                                             |                                                |                                                | Folkmängd                                      | Areal (ha)                                     |
| 1950                                           | 1950                                           |                                                | 297                                            |                                                |
| 1960                                           | 1960                                           |                                                | 375                                            |                                                |
| 1965                                           | 1965                                           |                                                | 389                                            |                                                |
| 1970                                           | 1970                                           |                                                | 415                                            |                                                |
| 1975                                           | 1975                                           |                                                | 806                                            |                                                |
| 1980                                           | 1980                                           |                                                | 872                                            |                                                |
| 1990                                           | 1990                                           |                                                | 830                                            | 83                                             |
| 1995                                           | 1995                                           |                                                | 825                                            | 85                                             |
| 2000                                           | 2000                                           |                                                | 764                                            | 85                                             |
| 2005                                           | 2005                                           |                                                | 795                                            | 86                                             |
| 2010                                           | 2010                                           |                                                | 827                                            | 86                                             |
| 2015                                           | 2015                                           |                                                | 838                                            | 116                                            |
| 2020                                           | 2020                                           |                                                | 830                                            | 115                                            |
|                                                |                                                |                                                |                                                |                                                |

## Samhället
I Björnlunda finns en livsmedelsaffär, Jarbells varuhus, som är ombud för apoteket och posten. Där finns även minigolf och en bykrog, samt idrottsföreningen Björnlunda IF.

## Kommunikationer
Västra stambanan löper genom Björnlunda, men de närmaste järnvägsstationerna är Gnesta för pendel- och regionaltåg, Flen eller Södertälje Syd. 
Riksväg 57 och länsväg 223 möts i Björnlunda. Väg 57 går österut mot Gnesta, Mölnbo, Järna och Södertälje, och västerut mot Stjärnhov, Sparreholm, Skebokvarn, Flen och Katrineholm. Väg 223 går söderut mot Aspa och Nyköping, och norrut mot Laxne och Mariefred.

## Bildgalleri

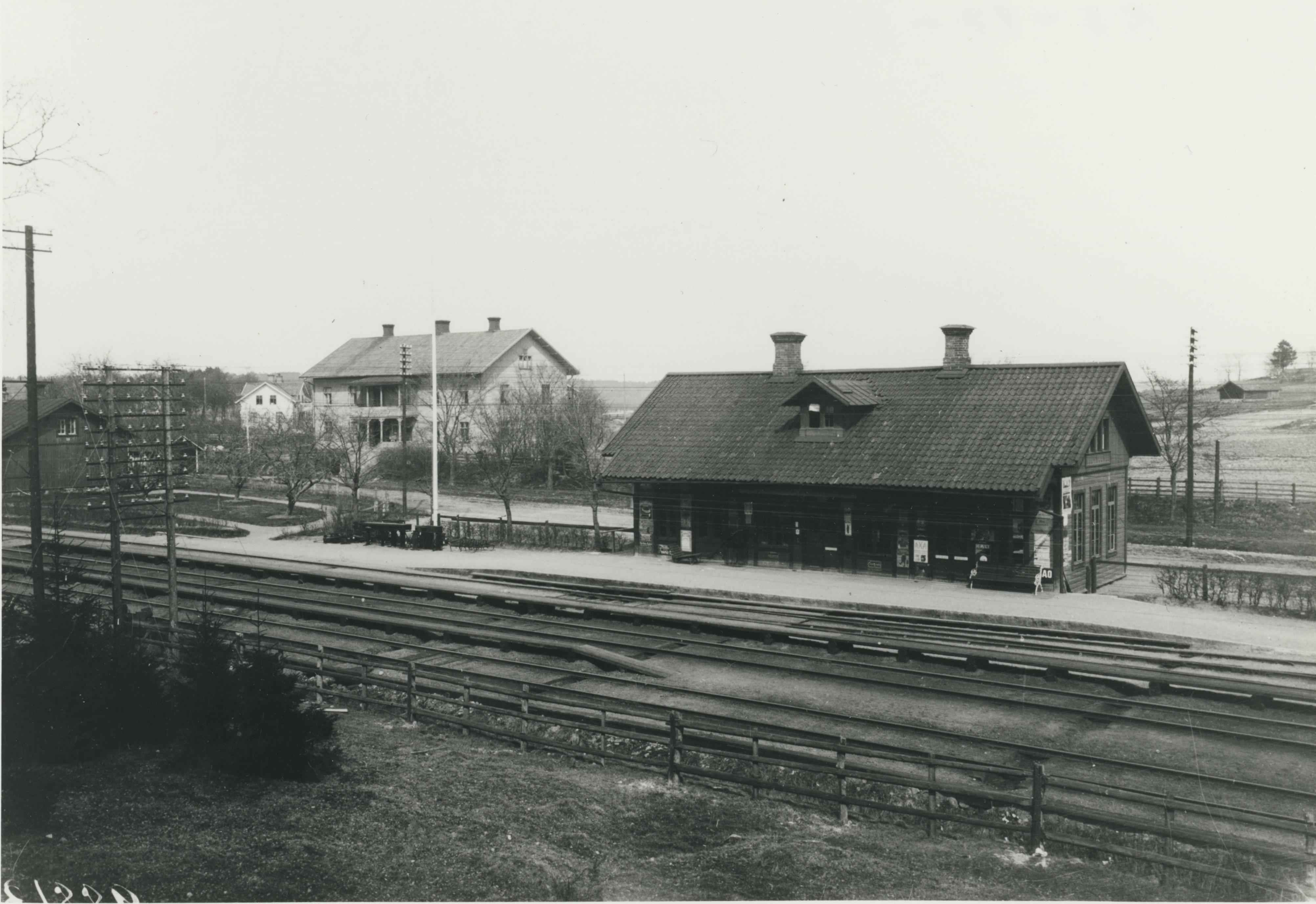
Björnlunda järnvägsstation runt sekelskiftet.
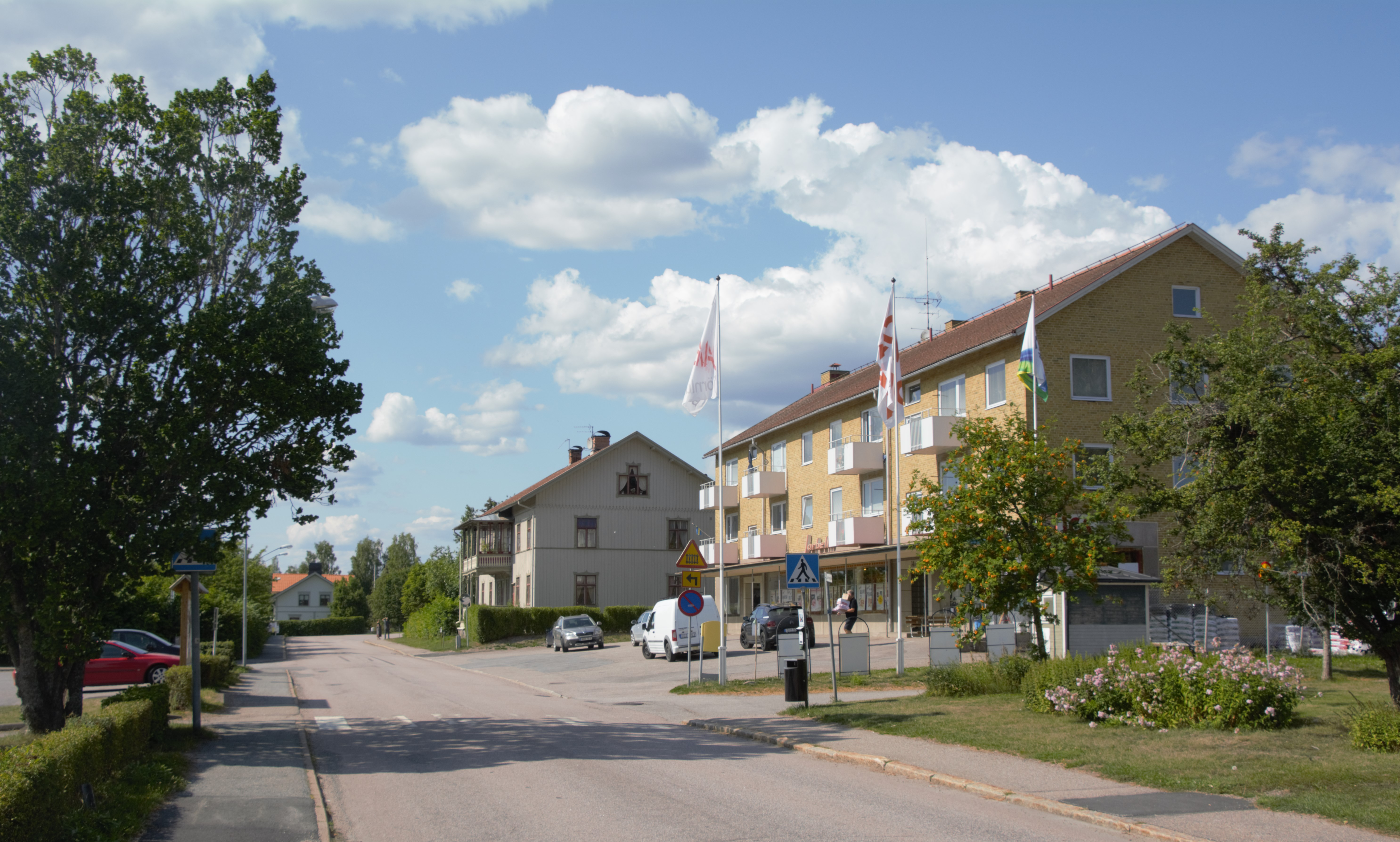
Stationsvägen västerut från busstationen. Till höger "Korsudden" och affärshuset, i fonden Daga härads sparbanks tidigare byggnad.
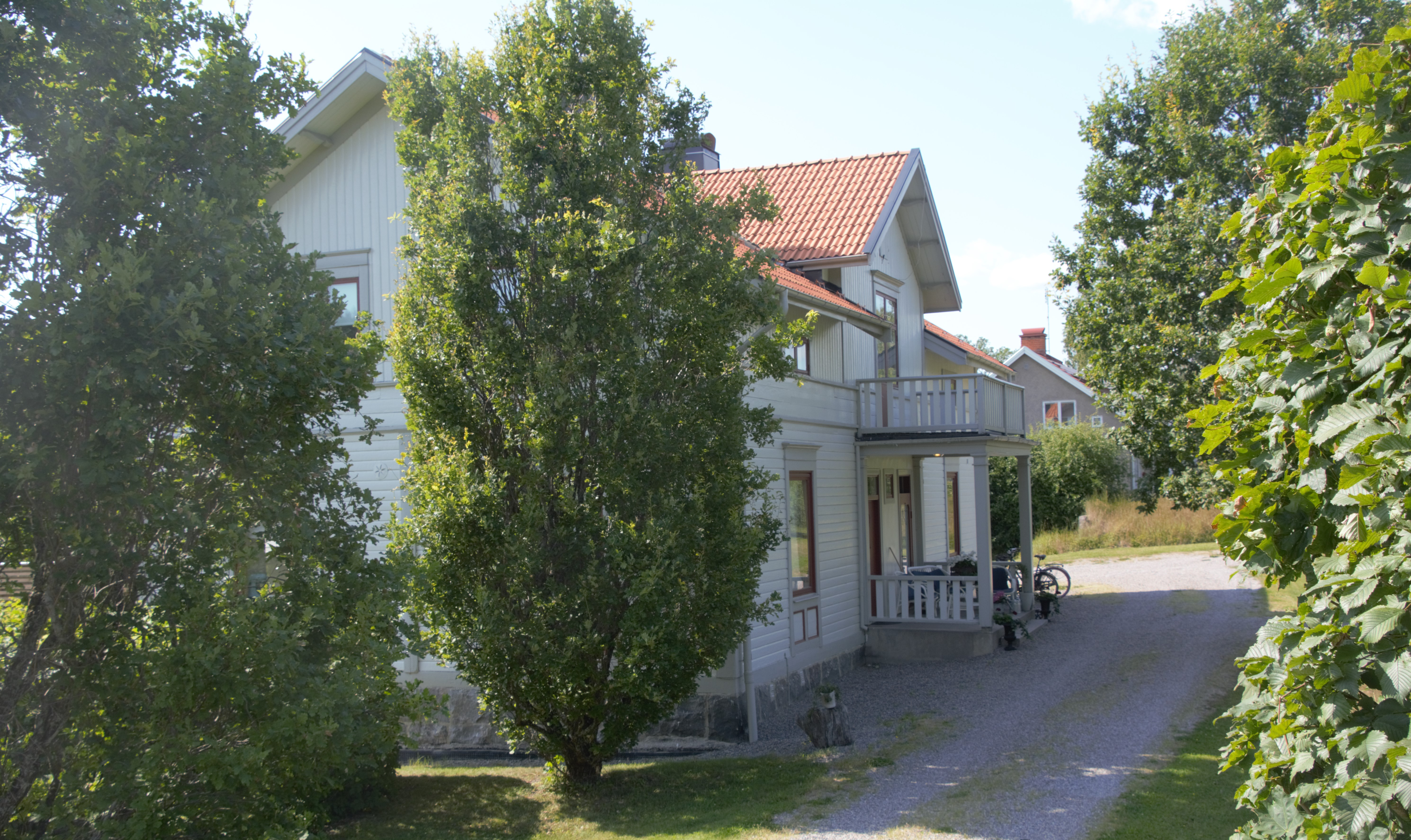
Tidigare Daga härads sparbank bankhus